# Hasan Vural
Hasan Ulvi Vural (* 17. Dezember 1973 in Berlin, Deutschland) ist ein ehemaliger türkischer Fußballspieler. 

## Verein
Vural wuchs in Berlin auf und spielte in seiner Jugend für die Reinickendorfer Füchse. 1992 rückte er in die erste Mannschaft auf und schaffte mit ihr 1994 die Qualifikation für die neu eingeführte Regionalliga Nordost. Insgesamt spielte Vural 85 Mal für die Berliner und erzielte dabei acht Tore. Frank Rohde, sein letzter Trainer bei den Füchsen, bescheinigte ihm körperliche Vorteile durch seine Größe und Schnelligkeit, dabei jedoch koordinatorische, technische und taktische Defizite. Diese Defizite mache er laut Rohde allerdings durch Willen und Trainingsfleiß wett.
Zur Saison 1996/97 wurde Vural vom Zweitligisten Hertha BSC unter Vertrag genommen. Am 17. Spieltag der Saison gab der Manndecker unter Trainer Jürgen Röber sein Profidebüt für die Berliner. Er verdrängte den bundesligaerfahrenen Carsten Kober aus der Stammformation, spielte insgesamt 13 Partien in dieser Saison und stieg mit Hertha in die 1. Bundesliga auf. In der folgenden Bundesligasaison konnte sich Vural jedoch nicht durchsetzen. Am 3. Spieltag der Erstligasaison absolvierte Vural sein erstes und letztes Spiel in der höchsten deutschen Spielklasse – er wurde im Heimspiel gegen Borussia Mönchengladbach in der 76. Minute eingewechselt. In der Winterpause verließ Vural den Verein und ging zum KFC Uerdingen 05 in die zweite Bundesliga. Hier kam er bis zum Saisonende zu zwölf Einsätzen. Vural verließ die Krefelder nach nur einem halben Jahr und wechselte innerhalb der Liga zu Energie Cottbus. Für die Cottbuser spielte er bis zum 14. Spieltag 13-mal und kam dann bis zum Saisonende nicht mehr zum Einsatz. Er nahm daraufhin ein Angebot des türkischen Erstligisten Antalyaspor an. Dort kam er jedoch nicht zurecht und wechselte nach nur drei Monaten zurück nach Deutschland, zum VfL Osnabrück in die Regionalliga Nord. Als Manndecker spielte Vural 23-mal für die Osnabrücker und erreichte als Staffelsieger und Gewinner der Aufstiegsspiele gegen den 1. FC Union Berlin den Aufstieg in die 2. Bundesliga. Trotz des Aufstieges verließ er den Verein und nahm ein lukratives Angebot des türkischen Erstligaaufsteigers Erzurumspor an. Für Erzurumspor erzielte er ein Tor – es war der 2:1-Siegtreffer im Heimspiel gegen Siirt Jetpa Spor. Am Saisonende stieg die Mannschaft als Vorletzter direkt wieder ab.
2002 kehrte Vural nach Deutschland zurück und spielte in der Regionalliga Süd eine Saison für die SV Elversberg. Er absolvierte 26 Partien für Elversberg. Die anschließende Saison 2003/04 bestritt Vural für den Zweitligisten Eintracht Trier. Hier kam er auf elf Einsätze. Zur neuen Saison wechselte er erneut, ging diesmal in die Regionalliga Süd zum SV Darmstadt 98 und absolvierte 22 Partien. Auch hier blieb Vural nur eine Saison und ging zur Saison 2005/06 zum SV Yeşilyurt Berlin in die Oberliga Nordost. Erneut blieb Vural nur eine Saison und schloss sich dann Ligakonkurrent Berlin Ankaraspor an. Nach einem halben Jahr verließ er die Berliner wieder und wechselte zurück in die Türkei. Am 25. Januar 2007 unterschrieb er bei Ankaraspor A.S., die ihn nach fünf Tagen, bis zum Saisonende zum türkischen Drittligisten Keçiörengücü verliehen.
Am 15. März 2009 bestritt er sein erstes Spiel für den luxemburgischen Zweitligisten FC Jeunesse Canach. Nach zweieinhalb Jahren in Luxemburg kehrte er nach Deutschland zurück und unterschrieb für Türk Gücü Rüsselsheim. Nach drei Monaten in Rüsselsheim wechselte er im September 2011 zu SV Türkgücü Wittlich, dort wurde er im August 2012 zum Kapitän ernannt. Am 30. Juni 2014 beendete er seine Spielerkarriere.

## Nationalmannschaft
Am 18. Februar 1998 bestritt Vural mit der Türkischen Fußballnationalmannschaft ein Freundschaftsspiel gegen Israel. Er wurde in der 85. Minute von Trainer Mustafa Denizli eingewechselt.